# Vivario
Vivario (en idioma corso Vivariu) es una comuna y población de Francia, en la isle de Córcega, departamento de Alta Córcega.
Su población en el censo de 2009 era de 532 habitantes.